# Labeo batesii
 Labeo batesii és una espècie de peix cipriniforme de la família dels ciprínids.

## Morfologia
Els mascles poden assolir els 19 cm de longitud total.

## Distribució geogràfica
Es troba des de Camerun fins a Cabinda, excloent-ne el riu Congo, el riu Níger i el llac Txad.